# Iwogumoa
Genre
Synonymes
- Asiacoelotes Wang, 2002

Iwogumoa est un genre d'araignées aranéomorphes de la famille des Agelenidae.

## Distribution
Les espèces de ce genre se rencontrent en Asie de l'Est et en Russie adjacente.

## Liste des espèces
Selon World Spider Catalog (version 19.0, 02/02/2018) :
- Iwogumoa acco (Nishikawa, 1987)
- Iwogumoa dalianensis Zhang, Zhu & Wang, 2017
- Iwogumoa dicranata (Wang, Yin, Peng & Xie, 1990)
- Iwogumoa ensifer (Wang & Ono, 1998)
- Iwogumoa filamentacea (Tang, Yin & Zhang, 2002)
- Iwogumoa illustrata (Wang, Yin, Peng & Xie, 1990)
- Iwogumoa insidiosa (L. Koch, 1878)
- Iwogumoa interuna (Nishikawa, 1977)
- Iwogumoa longa (Wang, Tso & Wu, 2001)
- Iwogumoa montivaga (Wang & Ono, 1998)
- Iwogumoa nagasakiensis Okumura, 2007
- Iwogumoa pengi (Ovtchinnikov, 1999)
- Iwogumoa plancyi (Simon, 1880)
- Iwogumoa songminjae (Paik & Yaginuma, 1969)
- Iwogumoa taoyuandong (Bao & Yin, 2004)
- Iwogumoa tengchihensis (Wang & Ono, 1998)
- Iwogumoa xieae Liu & Li, 2008
- Iwogumoa xinhuiensis (Chen, 1984)
- Iwogumoa yaeyamensis (Shimojana, 1982)
- Iwogumoa yushanensis (Wang & Ono, 1998)

## Publication originale
- Kishida, 1955 : A synopsis of spider family Agelenidae. Acta Arachnologica, Tokyo, vol. 14, p. 1-13 (texte intégral).